# Burg Commarque

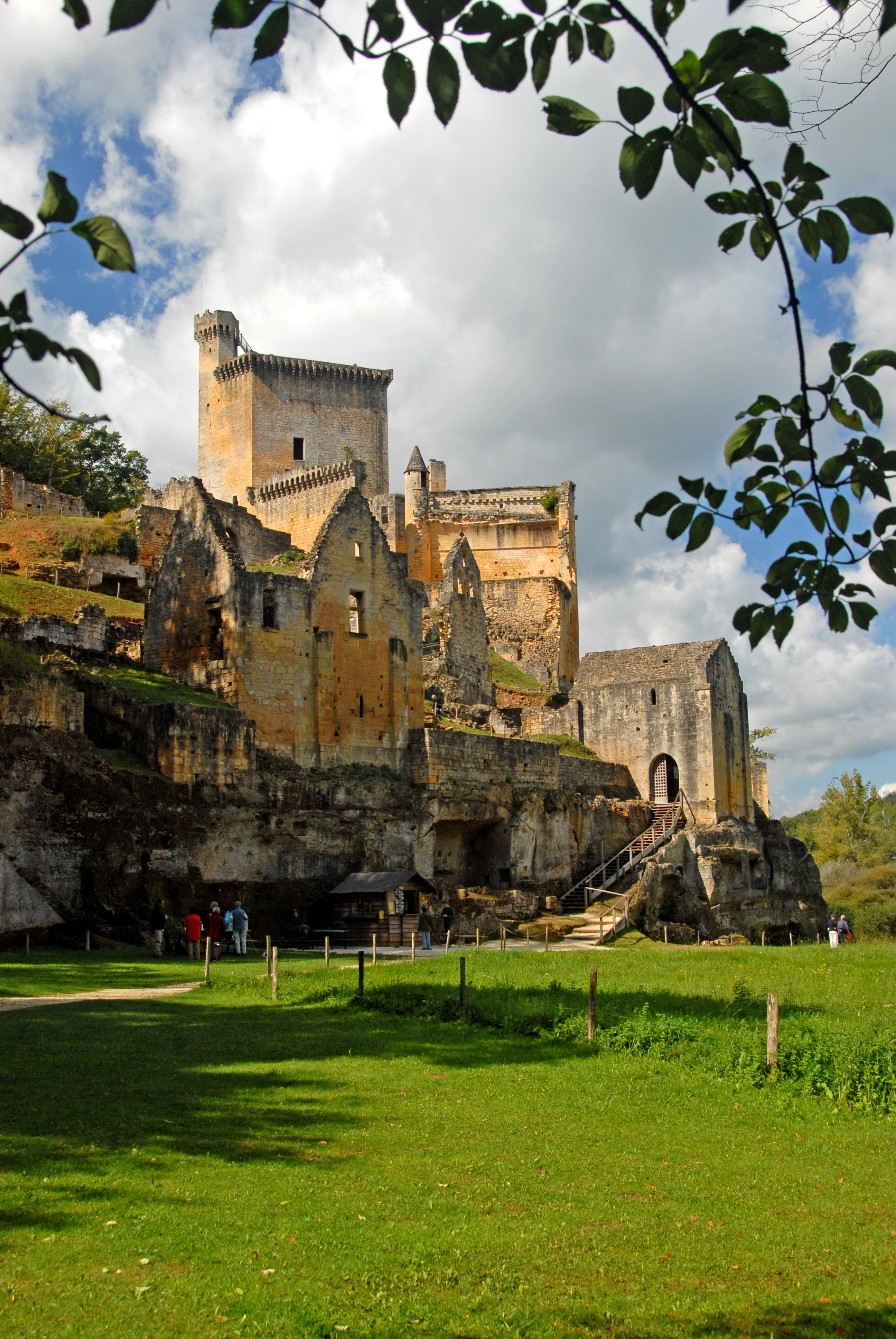
Commarque von Osten, über Nr. 4, 5, 6 hinten 1

Die Burg Commarque (französisch Château de Commarque) liegt in der französischen Region Nouvelle-Aquitaine, im Département Dordogne, im Tal der Großen Beune, in Nachbarschaft der archäologischen Fundstätte Abri de Cap Blanc, in Sichtweite des nicht zu besichtigenden Château de Laussel, ungefähr 8 km östlich von Les Eyzies.
Die geläufige Bezeichnung Château-de-Commarque, wie man sie in Landkarten und auf örtlichen Hinweisschildern findet, ist eigentlich irreführend, da es sich nicht um eine einzige Burg, sondern vielmehr um ein ehemaliges befestigtes Wehrdorf, ein Castrum handelt, hinter dessen Mauern sich im Mittelalter immerhin sechs Türme von Ritter- oder Adelssitzen, auch Festungshäuser genannt, zusammengefunden haben (Nr. 1, 2, 3, 4, 5, 7). Es gibt dazu Parallelen, etwa den Burgberg von Chauvigny, oder die Tours de Merle im Limousin.
Für den Ort von Bedeutung ist, dass hier unter, in und auf dem Steilfelsen in nahezu ununterbrochener Folge sich Schutz suchende Menschen niedergelassen haben, beginnend in den frühen neolithischen Jahrtausenden, über die troglodytische Epoche nach der Zeitenwende, über das Mittelalter bis in die frühe Neuzeit.

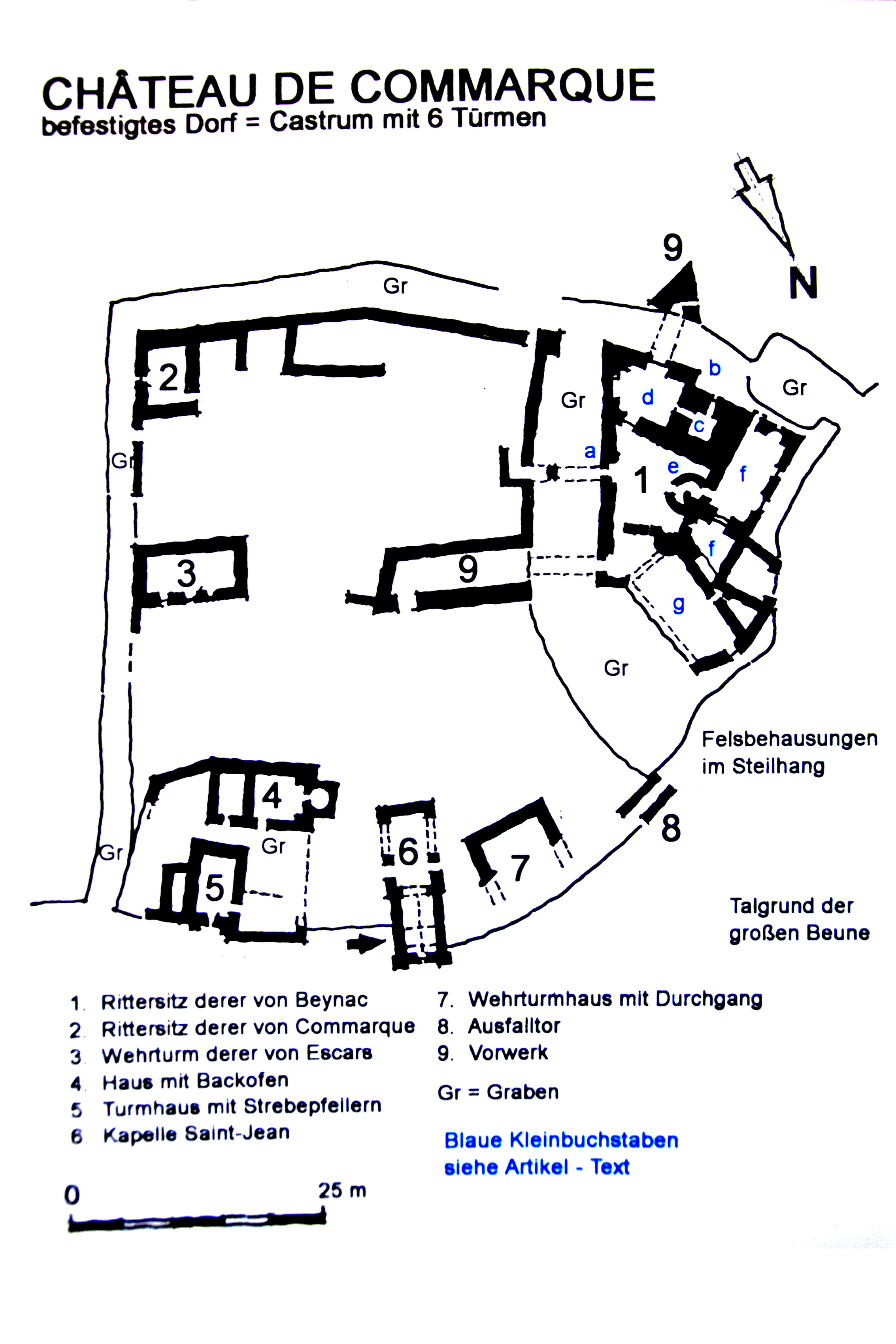
Château de Commarque, Lageplan

## Geschichte

### Jungpaläolithikum
Bereits im Jungpaläolithikum hatten sich auch im Tal der Großen Beune unter Überhängen (Abris) von senkrecht aufragenden Felsen Menschen angesiedelt und ihre Spuren hinterlassen. So gibt es unmittelbar unter den hoch aufragenden Wänden der Festung auf Höhe des ebenen Talgrundes einen Abri mit einer Höhle (Grotte de Commarque), in der die frühen Kulturen Darstellungen von Pferden und Bergziegen eingraviert haben, ein Beweis dafür, dass hier schon vor mehr als 17.000 Jahren Menschen gelebt haben und sesshaft waren. Die Höhle ist wegen ihrer Enge nicht von der Öffentlichkeit zu besichtigen.

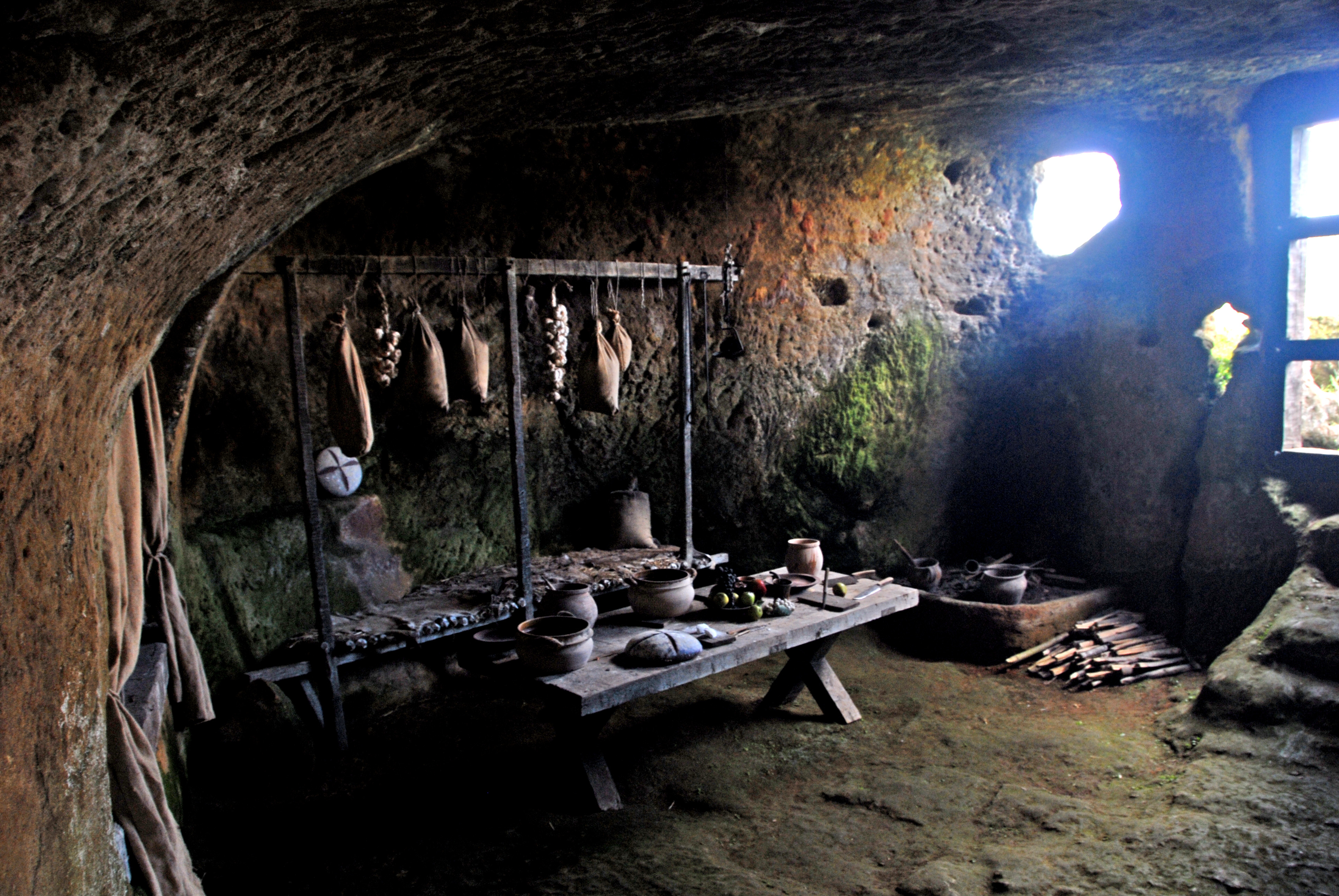
Commarque, troglodytische Felsbehausung

### Troglodytikum

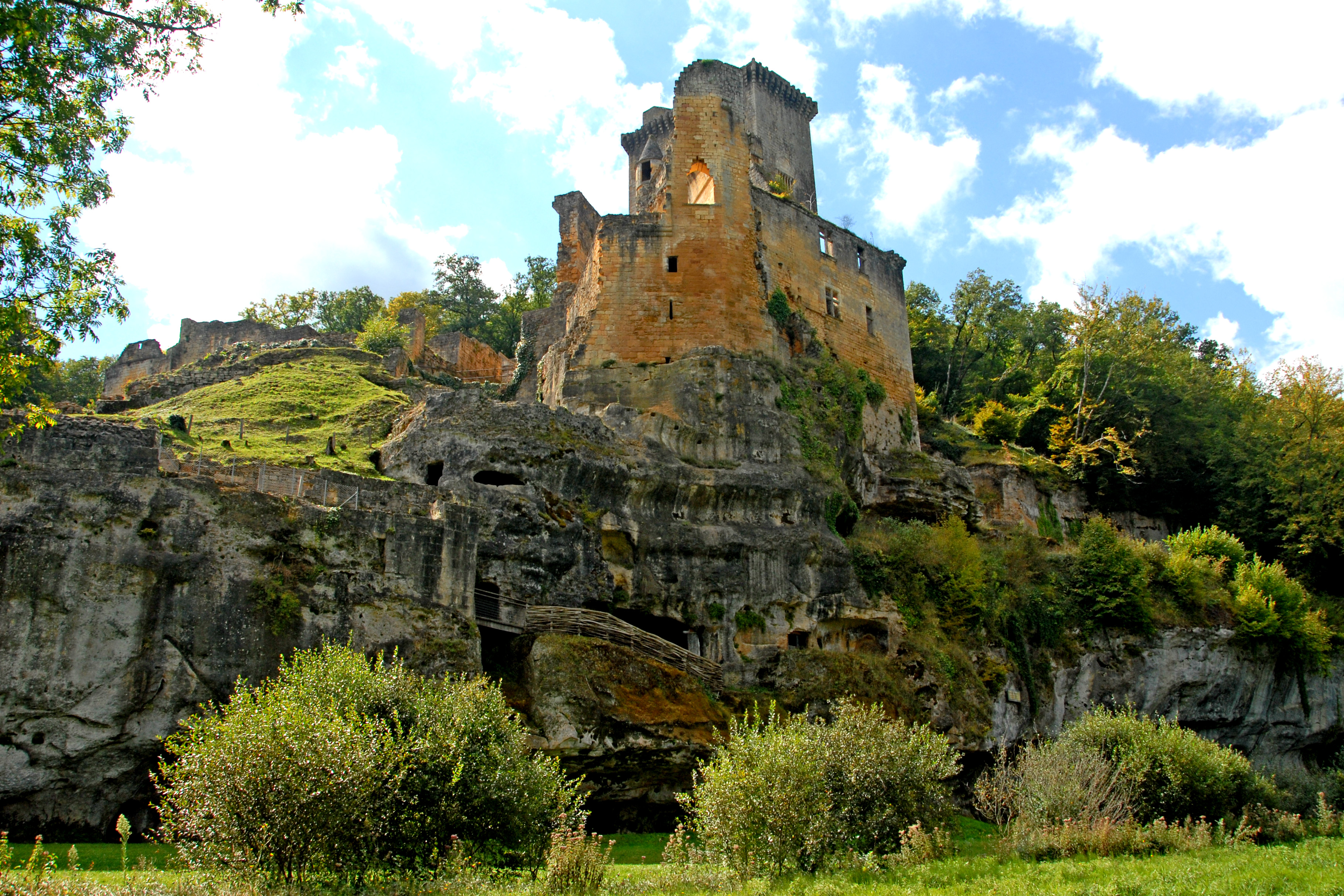
Commarque von Norden, über den Steilfelsen, Nr. 1, darunter troglodytische Behausungen, ganz unten Abri mit neolithischer Höhle.

Etwas über dem Abri, auf halber Höhe der Steilwand sieht man von unten Höhlungen in den Felsen, zu denen eine schmale Stiege hinaufführt. Gleichermaßen kommt man auch seitlich aus dem Gelände der mittelalterliche Festung dahin, in Höhe der Kapelle und des ehemaligen Wehrturm-Durchgangs. Hier stößt man auf eine in den Felsen gehauene troglodytische Behausung, eine „Höhlenwohnung“, die in der Regel durch weitere Vertiefung natürlicher Steinhöhlungen für Mensch und Haustier nutzbar gemacht worden sind. Die höhere Lage in der Felswand und die meist schmalen und eher umständlichen Zugänge boten höheren Schutz und erlaubten einfachere Verteidigungen vor marodierendem Gesindel als bei ebenerdigen Wohnstätten. Vergleichbare troglodytische Behausungen, etwa diejenigen von La Madeleine, datieren um das 8. Jahrhundert. Die Unterkunft besteht hier aus einem großen Wohn- und Schlafraum mit Schlafnischen mit unmittelbaren Durchlässen zum Schweinestall und zum Schafstall. Dort lebten Mensch und Tier gemeinsam nebeneinander.

### Mittelalter
In der Folge von hölzernen Wehrtürmen begann man im 12. Jahrhundert mit der Errichtung der ersten Steintürme, dabei gehörte die Familie derer von Commarque (2) zu den ersten vor Ort, unmittelbar gefolgt von denen von Beynac (1). Beide Familien hatte ihre Rittersitze an höchster Position des aus dem Tal zuerst senkrecht und dann weniger steil ansteigenden Geländes.
Im 12. und 13. Jahrhundert entwickelte und komplettierte sich die Siedlung zu einer stattlichen Festung mit den Rittersitzen, den Wohn-, Lagerhäusern, Werkstätten und Stallungen der Tiere der Dorfbewohner, die überwiegend landwirtschaftlich beschäftigt waren. Man kultivierte im fruchtbaren Tal Getreide, Gemüse und Tuchhanf. Die Bewohner
der Siedlung waren autark, sowohl die Verteidigung betreffend, wie auch hinsichtlich der Ernährung. Auch die troglodytische Behausung gehörte im Mittelalter zum befestigten Dorf.

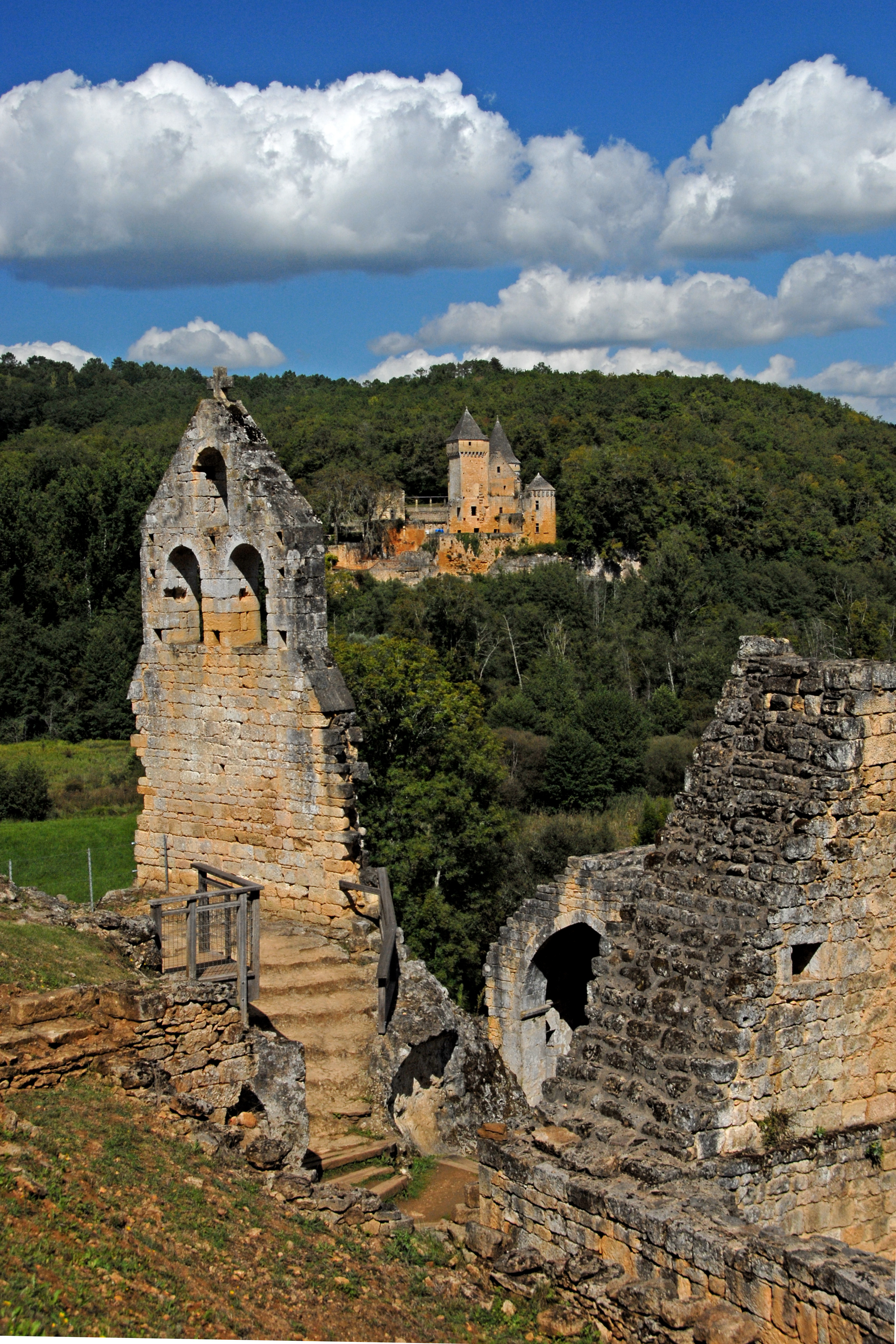
Kapelle (Nr. 6), Glockengiebel, hinten Laussel

Die Rittersitze mit ihren Türmen waren einerseits hinter der gemeinsamen Umfassungs – Wehrmauer zusammengeschlossen, und ihre Herrschaften halfen sich gegenseitig bei der Verteidigung ihrer Besitztümer nach außen. Man betrieb aber auch Vorsorge untereinander, in dem man sich gegenseitig abgrenzte durch Befestigungsmauern und Gräben, falls es zu internen Streitigkeiten kommen sollte. Das gesamte Areal, inklusive der Befestigungsgräben, nahm um 3.500 Quadratmeter Grundfläche ein.
Die im Tal verlaufende Große Beune wurde für die Feldbewässerung gebraucht und war auch die Grenzlinie zwischen den Besitzungen der Bischöfe von Sarlat auf der Commarque-Seite und denen der Grafen des Périgord, die gegenüberliegende Burg Laussel eingeschlossen.

### Nachfolge der Herrschaften von Commarque
Einer der bedeutendsten Herren von Commarque war Pons de Beynac, der durch Heirat seiner Base die Lehensgüter Beynac und Commarque vereinigte. Er war in verschiedene Streitigkeiten mit den Engländern verwickelt. Durch Heirat in zweiter Ehe verband er sich mit der Erbin von Castelnaud und vermehrte so seine Reichtümer.

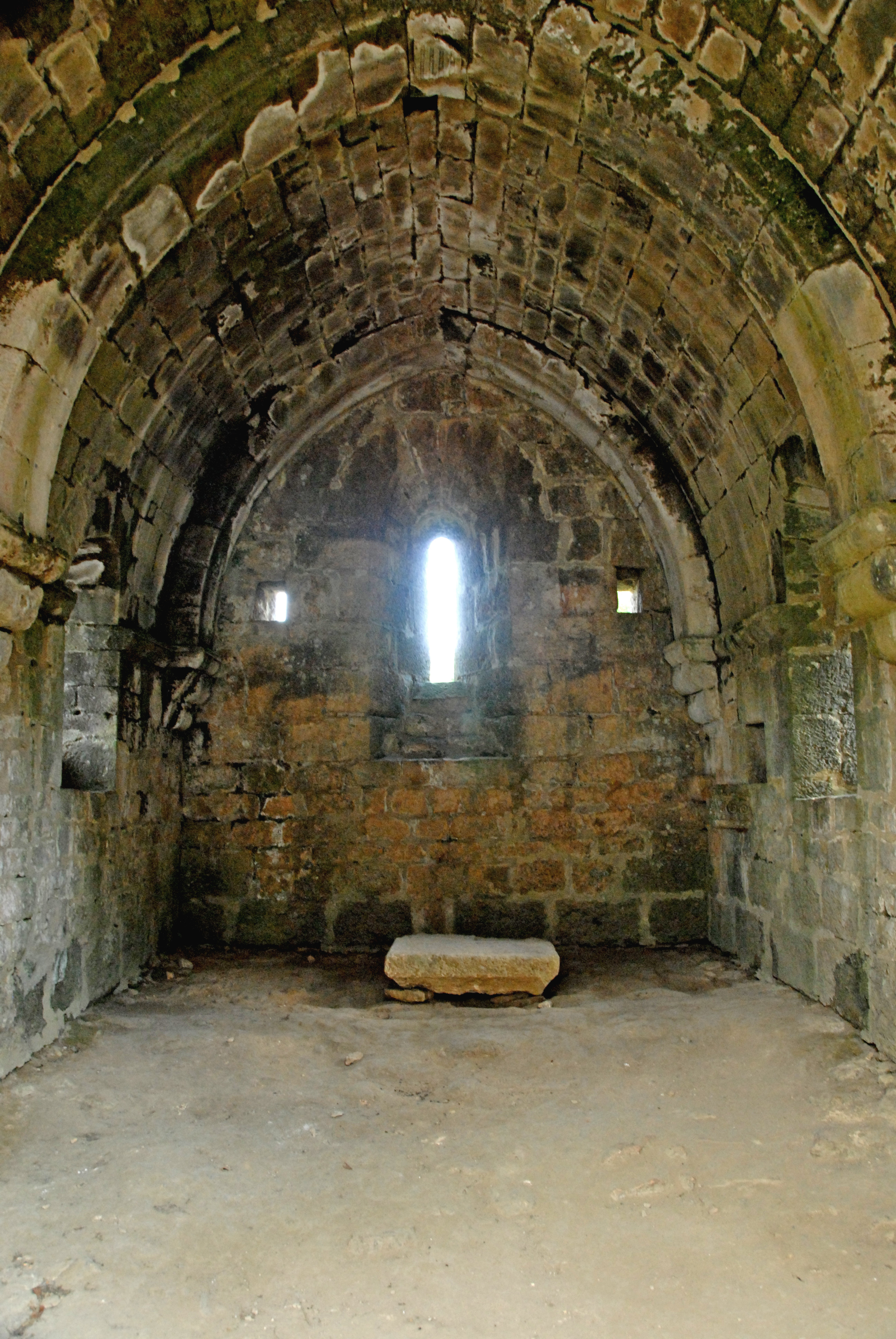
Kapelle (Nr. 6), Chor

### Einhalt des Verfalls der Ruinen des Castrums
Das Terrain steht heute im Besitz eines Nachfahren der Familie derer von Commarque, und zwar des Herrn Hubert de Commarque. Seit 1968 organisiert er die Freilegung und Sicherung der von dem Verfall stehenden Ruinen der Wehrsiedlung. Die Natur hatte sich schon große Teile der Bebauung zurückerobert, die von Efeu und Bäumen überwuchert waren und dadurch auseinanderbrachen. Auf der Spitze des Donjons wuchsen sogar Eichen. Seit 1980 werden die Arbeiten vom französischen Staat unterstützt, und seit 2002 läuft ein Programm für die Ausgrabungen, dessen Ergebnis ein besseres Verständnis der Besucher an der Geschichte der Wehrsiedlung erwecken soll.
Einzelne Orte der Siedlung

## Der Wachpostensaal
Neben dem unteren Ausfalltor (8) sind Reste eines Aufenthaltsraumes für das Wachpostenpersonal zu erkennen. Die Bewohnbarkeit des Raumes wird bezeugt durch Spuren von Türverschlüssen und Bänken, und von drei großen Deckenringen.

## Der Wehrturm oder das Torhaus (7)
Kürzliche Ausgrabungen haben Grundmauern des romanischen Wehrturmes zu Tage gefördert. Nachgewiesen ist auch ein Tordurchgang mit Gewölbe, der die Verbindung zwischen Kapelle und Ausfalltor gewährleistete. Dieses um den Wechsel vom 12. zum 13. Jahrhundert entstandene Torhaus wurde im 14. Jahrhundert völlig zerstört.

## Die Kapelle Saint-Jean (6)

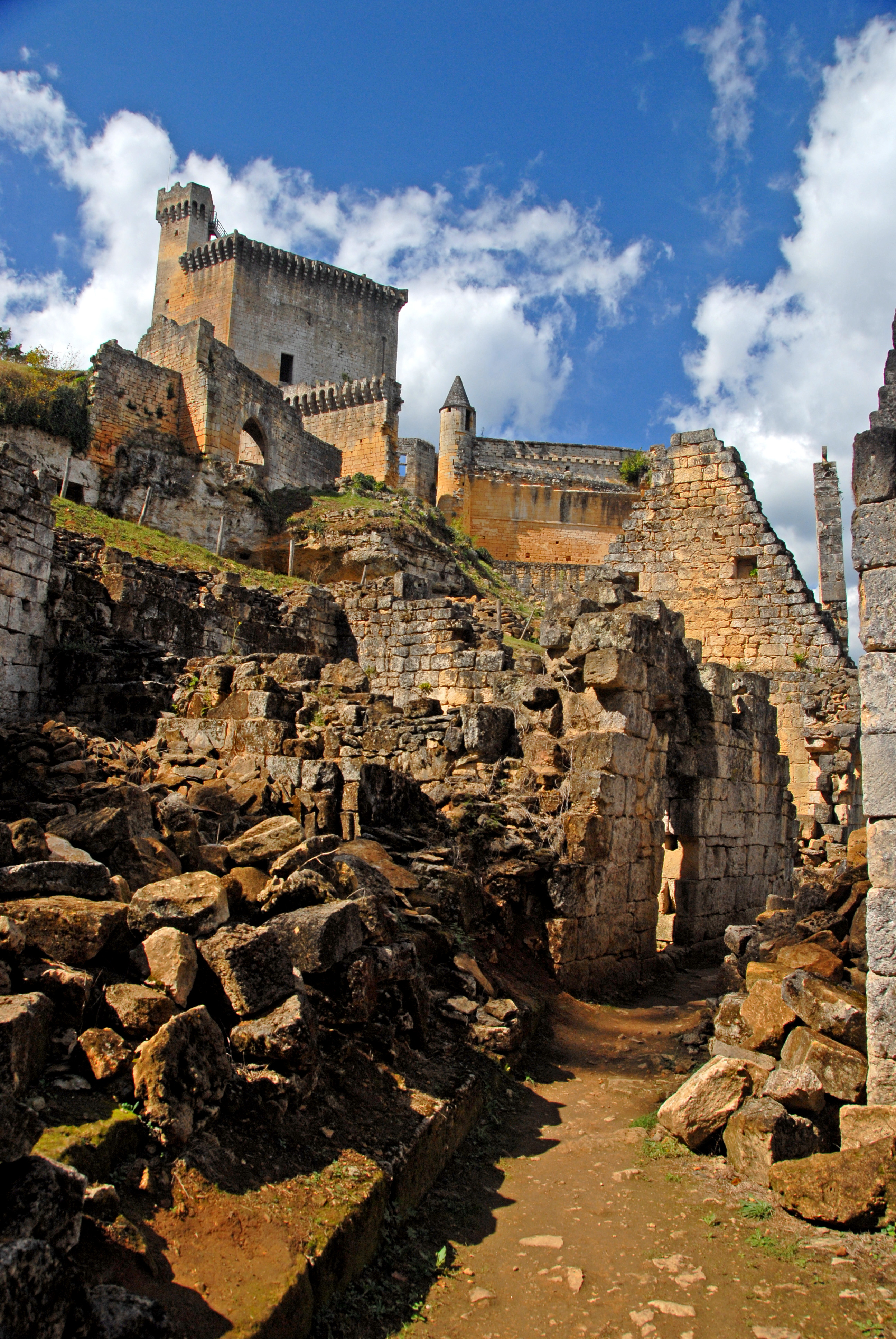
Aus den Trümmern von 4 u. 5, hinten 1

Von der Dorfkirche Saint-Jean, im 14. Jahrhundert erbaut, stehen noch der rechteckige Chor, mit einer leicht angespitzten Tonne und drei gewaltigen doppelten Gurtbögen überwölbt, die Ansätze des rechteckigen Schiffs und die Giebelwand des Schiffs mit drei Öffnungen mit Rundbögen zur Aufnahme von Glocken. Im Chor sind drei kleine Fenster mit Rundbögen ausgespart. Die Formen deuten nicht auf gotischen Stil. Auf dem mittleren Gurtbogen das Wappen des Pons de Beynac, ein Schild, mit zehn waagerechten Streifen, abwechselnd in Rot und Gold.
Auf den Steinen des Gewölbes sieht man eingeritzte römische Ziffern, vermutlich Setzmarkierungen der Steinmetze.
Der wiederentdeckte Altarstein nimmt seinen ursprünglichen Platz im Chor ein.
Unter dem Chor der Kirche in Querrichtung befindet sich ein wohl auch für Fuhrwerke und Vieh gedachter Durchgang, der mit angespitzter Tonne überdeckt ist. Hier war ein Hauptzugang zum befestigten Dorf. Der Zugang war allein schon dadurch geschützt, dass man glaubte, dass niemand ungestraft unter dem Altar mit Waffen am Körper hindurchgehen könne.
Bis heute gibt es nur ein einziges die Kirche betreffendes Dokument: 1382 stiftete die Nichte des Jean de Commarque zwei Pfund Wachs für die Kerzenbeleuchtung der Kirche.

## Das Turmhaus mit Strebepfeilern (5)

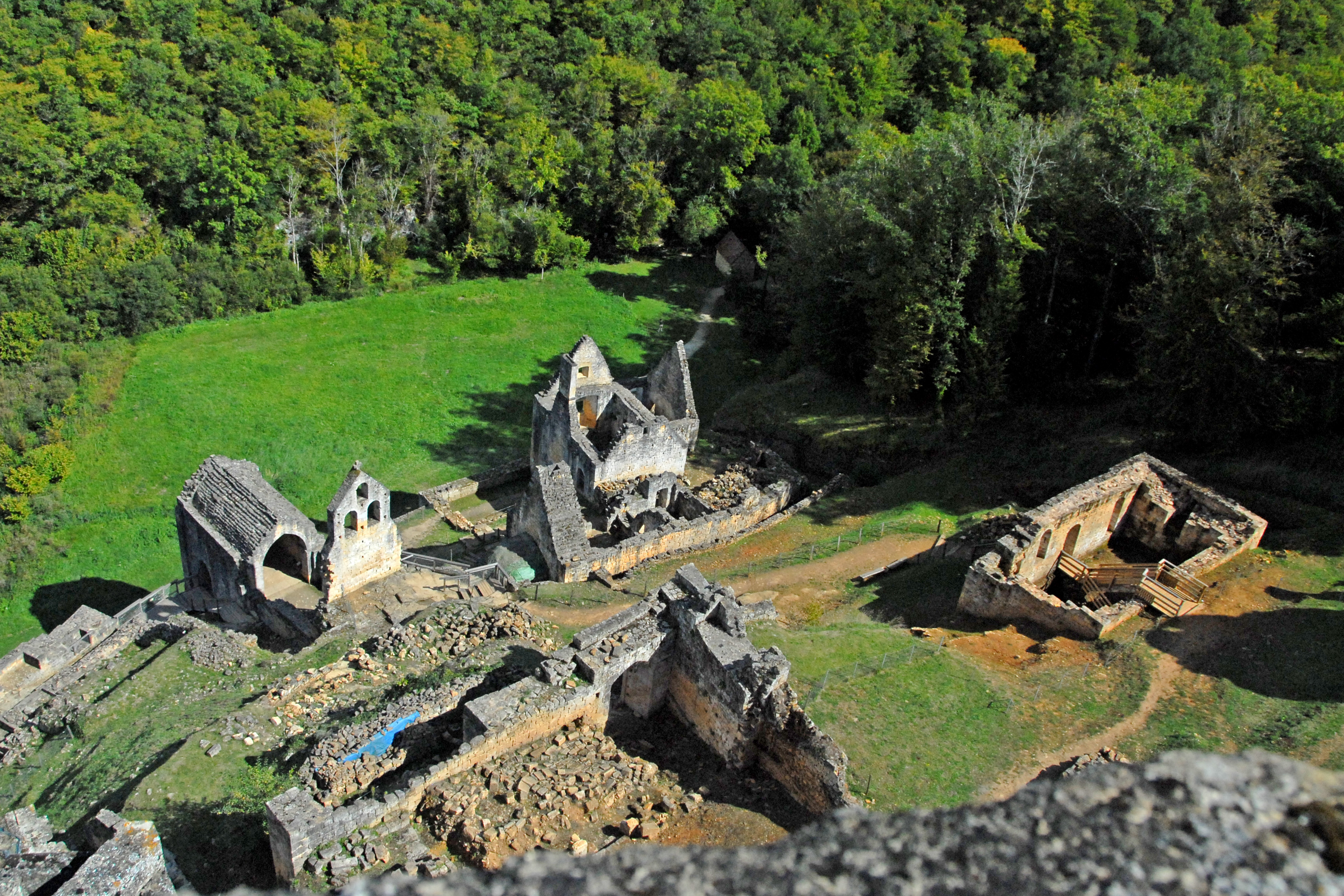
Ostecke, Nr. 3, 4, 5 u. 6, vorne lks. 9

Eines der ältesten Häuser des Ortes ist das nach seinen zum Tal hin weisenden Strebepfeilern benannt, es wurde vermutlich in der Mitte des 12. Jhs. erbaut. Der Name einer adligen Herrschaft ist nicht bekannt. Im 16. Jahrhundert wurde der Komfort des Hauses verbessert, indem man ein größeres Fenster einbaute, ferner Latrinen und einen Kamin. Der aus dem Felsen geschlagene erdgeschossige Raum diente als Lagerraum, im Obergeschoss befand sich der einzige Aufenthaltsraum zum Wohnen und Schlafen.

## Das Haus mit Backofen (4)
Gleich oberhalb des vorstehenden Hauses und nur durch einen schmalen Gang (Graben) getrennt befindet sich das Haus mit Backofen, den man innerhalb des Heizungs-Kamins vorfindet. Zwischen den beiden Häusern erkennt man die Überreste einer Zugbrücke, zu der die Kragsteine gehören, die den über den Graben gelegten Steg aufnehmen können. Dieser Übergang war lediglich für die Bewohner der beiden Häusern reserviert.

## Der Wehrturm des Jean des Escars (3)

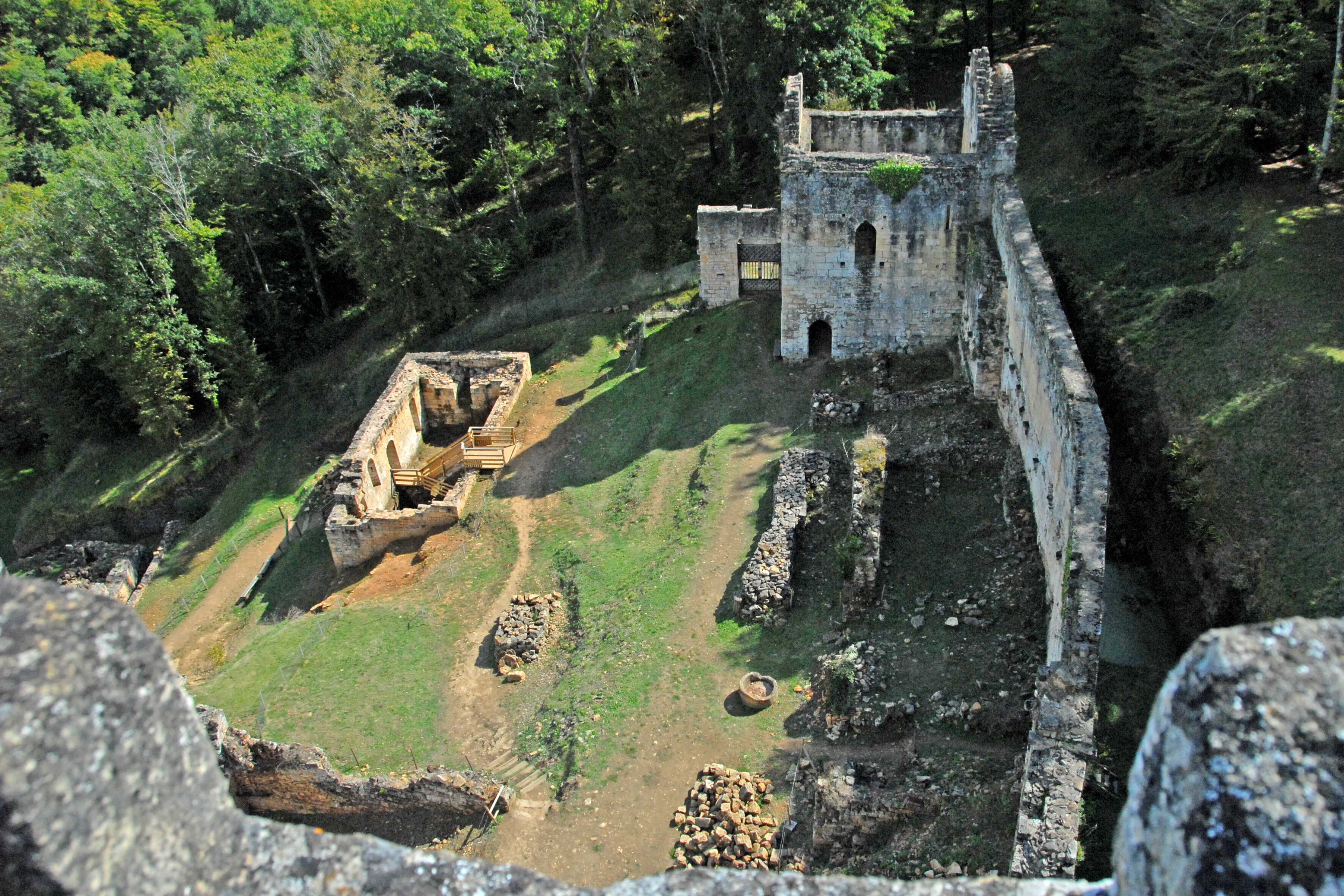
vom Donjon, Südecke Nr. 2 u. 3

Der etwa mittig zwischen der oberen und unteren Grenze des Festung errichtete Wehrturm steht genau auf der südöstlichen Grenze. Seine Giebelwand ist Bestandteil der äußeren Wehrmauer. Er wurde im 13. Jahrhundert errichtet. In einer 1598 verfassten Urkunde heißt es über ihn: „Großer viereckiger Wehrturm, einstmals viel höher und mächtiger als heute, vom Herrn de Beynac zerstört.“ Die Reste des Gebäudes, die man erst kürzlich restauriert hat, haben die mittelalterliche Anlage bewahrt.

## Der Wehrturm des Rittersitzes derer von Commarque (2)
Er wurde wohl zur gleichen Zeit wie der romanische Turm derer von Beynac im 12. Jahrhundert errichtet, und zwar genau in der südlichen Ecke des Castrums. Zwei seiner Außenwände sind Bestandteil der Wehrmauer der Ortschaft. Über die Ausdehnung und das Aussehen dieses Rittersitzes sind bis auf die noch zwei Geschosse hohen Umfassungswände des Turmes und die der restlichen kleineren Mauern weitgehend unbekannt.

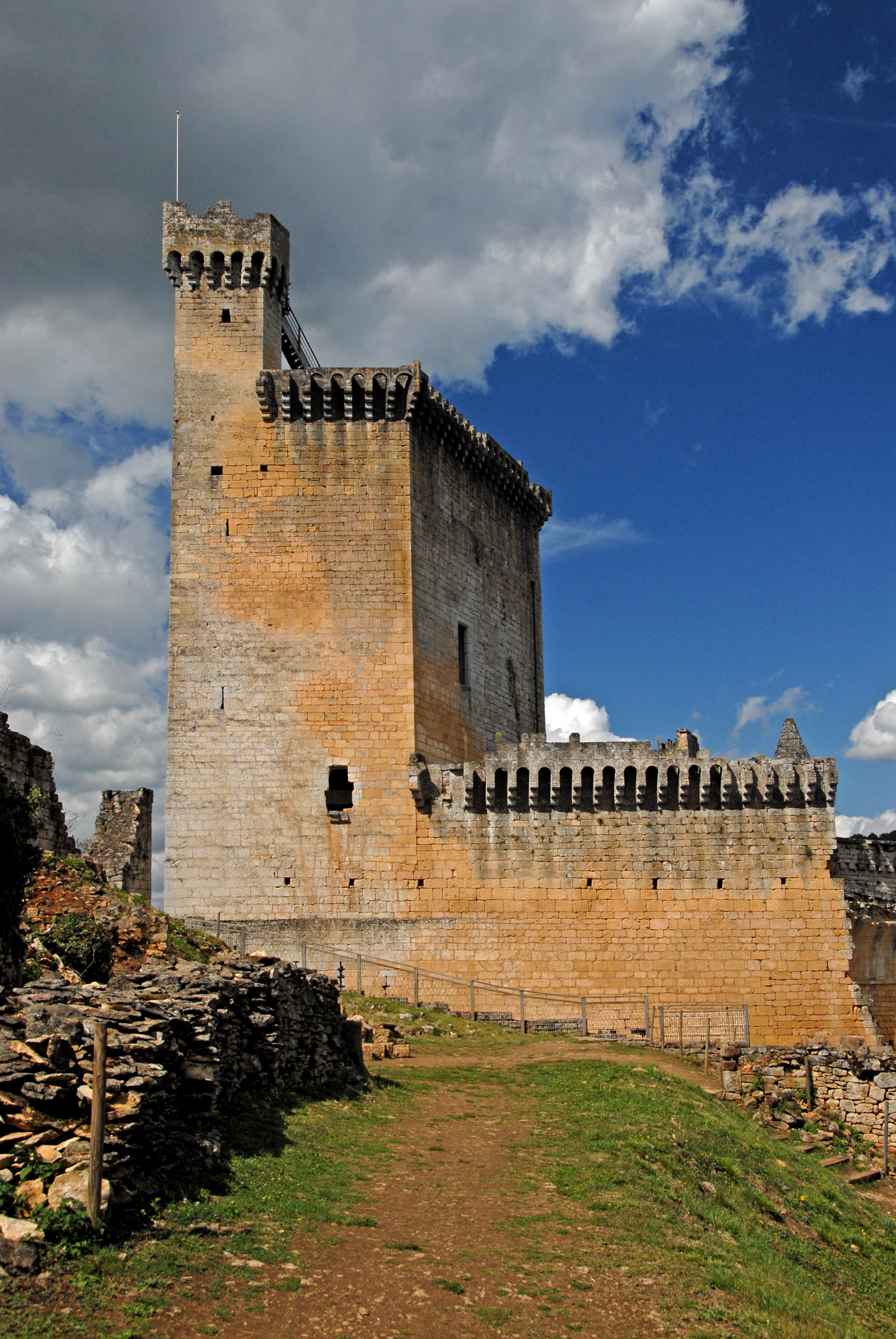
Donjon derer v. Beynac, von Südost, Nr. 1, c u. d

## Der Rittersitz derer von Beynac (1)
Das Château derer von Beynac war die größte und bedeutendste Einzelfestung der Siedlung und mit ihrer Urzelle, dem romanischen Donjon, auch eine der ersten Turmbauten. Das Chateau mit seinem Trenngraben nimmt immerhin mehr als ein Viertel des gesamten Castrums ein. Neben der Höhenlage wurde auch durch die Flächenausdehnung der Burg die Machtstellung ihrer Lehnsherrschaft demonstriert.

### Das Verteidigungssystem
Das Château derer von Beynac hatte, wie viele andere Burgen, ein dreigliedriges Verteidigungssystem, wenn man die Wehrmauer der Ortschaft hinzurechnet, ist es auch viergliedrig. Das erste Glied ist die Vorburg, mit ihrem Vorwerk innerhalb des Castrums. Sie wird gebildet aus dem kleinen Hof hinter dem alten Burgzugang, mit Zugbrücke, und dem Gebäude des „großen Saals“ (g). Drangen die Angreifen hier ein, waren sie den Schützen ausgesetzt, die sich hinter den zahlreichen, jetzt noch sichtbaren Schießscharten im Treppenturm und in der Mauer des zweiten Verteidigungsrings aufhielten. Der große Saal konnte also schon den ersten Eindringlingen in die Burg in die Hände fallen. Das könnte einer der Gründe sein, weshalb dieser Raum fast nicht mehr existiert. Der nächste Verteidigungsabschnitt ist die Haupt- oder Fluchtburg. Zu ihm gehören im Wesentlichen der große Innenhof, die Wohnräume (f) und der zweite Treppenturm (e), der sie erschließt. Der Innenhof wird wieder umzingelt von Schießscharten in den umgebenden Gebäuden. Der dritte und letzte Verteidigungsabschnitt ist der doppelte Donjon, in den sich die letzten Verteidiger und die Herrschaft zur „letzten Rettung“ flüchten konnten, und dann geschossweise nach oben rücken.

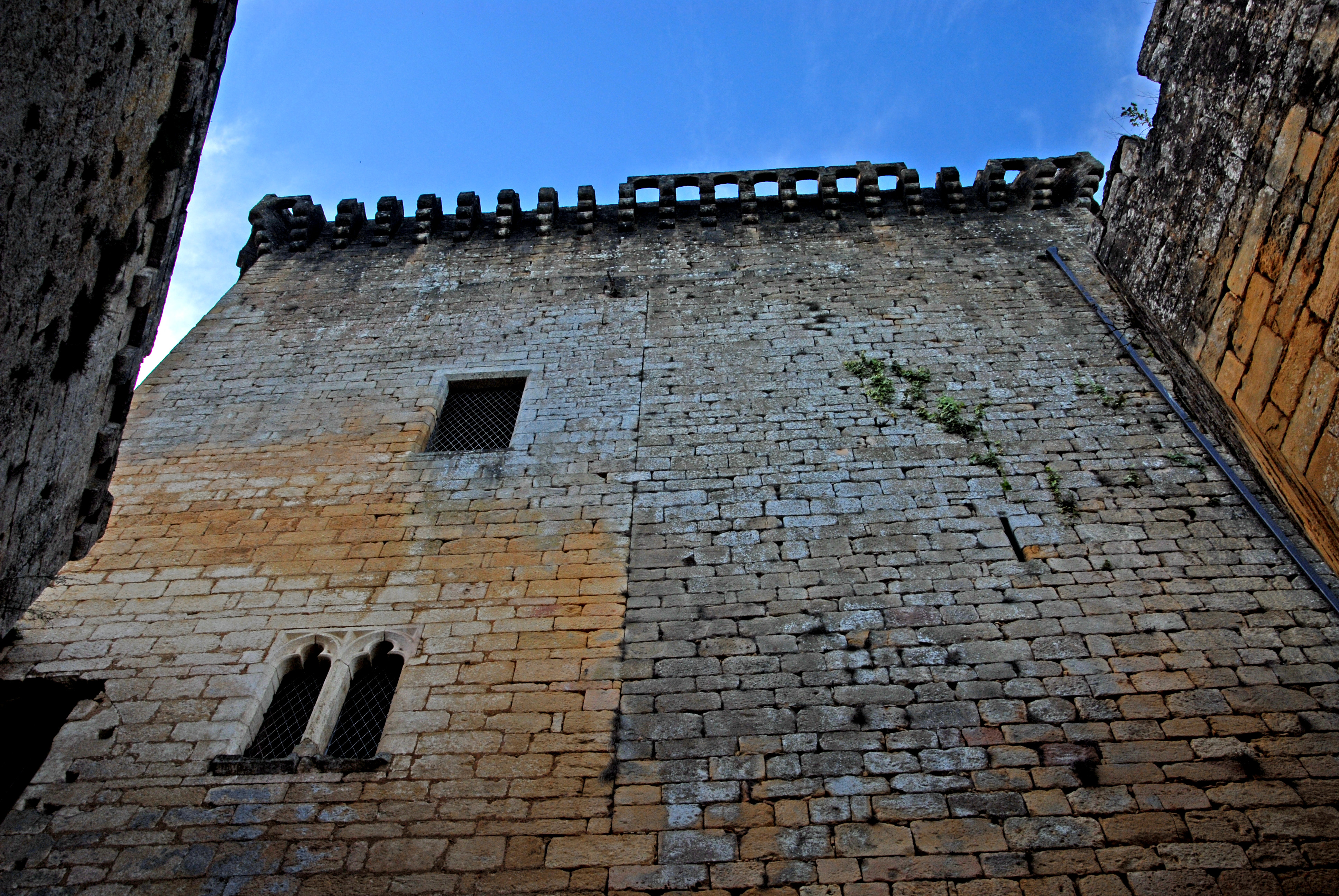
Doppeldonjon, Hofseite (d u. c)

Der Raum im Erdgeschoss des Donjons war ein reiner „Verteidigungsraum“, vollgestopft mit Waffen und deren Bedienungspersonal., die nahezu rundum ihr Schussfeld bedienen konnten.

### Der doppelte Donjon (b)
Der Donjon (Bergfried) des Rittersitzes derer von Beynac besteht aus zwei Bauabschnitten: Der erste, ein romanischer Turm des 12. Jhs., daneben und darüber der zweite, ein gotischer Turm des 13. Jhs. Der ursprünglich allein stehende erste Donjon, an den gewaltigen Mauern von 2 Metern Dicke zu erkennen, war 21 m hoch. Durch die dicken Mauern war der nutzbare Innenraum so stark eingeengt, dass er als Behausung kaum in Frage kam. Er sollte eher als Symbol für die uneingeschränkte Autorität seiner Lehnsherrschaft weithin sichtbar Zeugnis ablegen. Der später im 13. Jahrhundert hinzugefügte gotische Donjon lässt das ganze Ensemble über 30 Meter hoch werden.

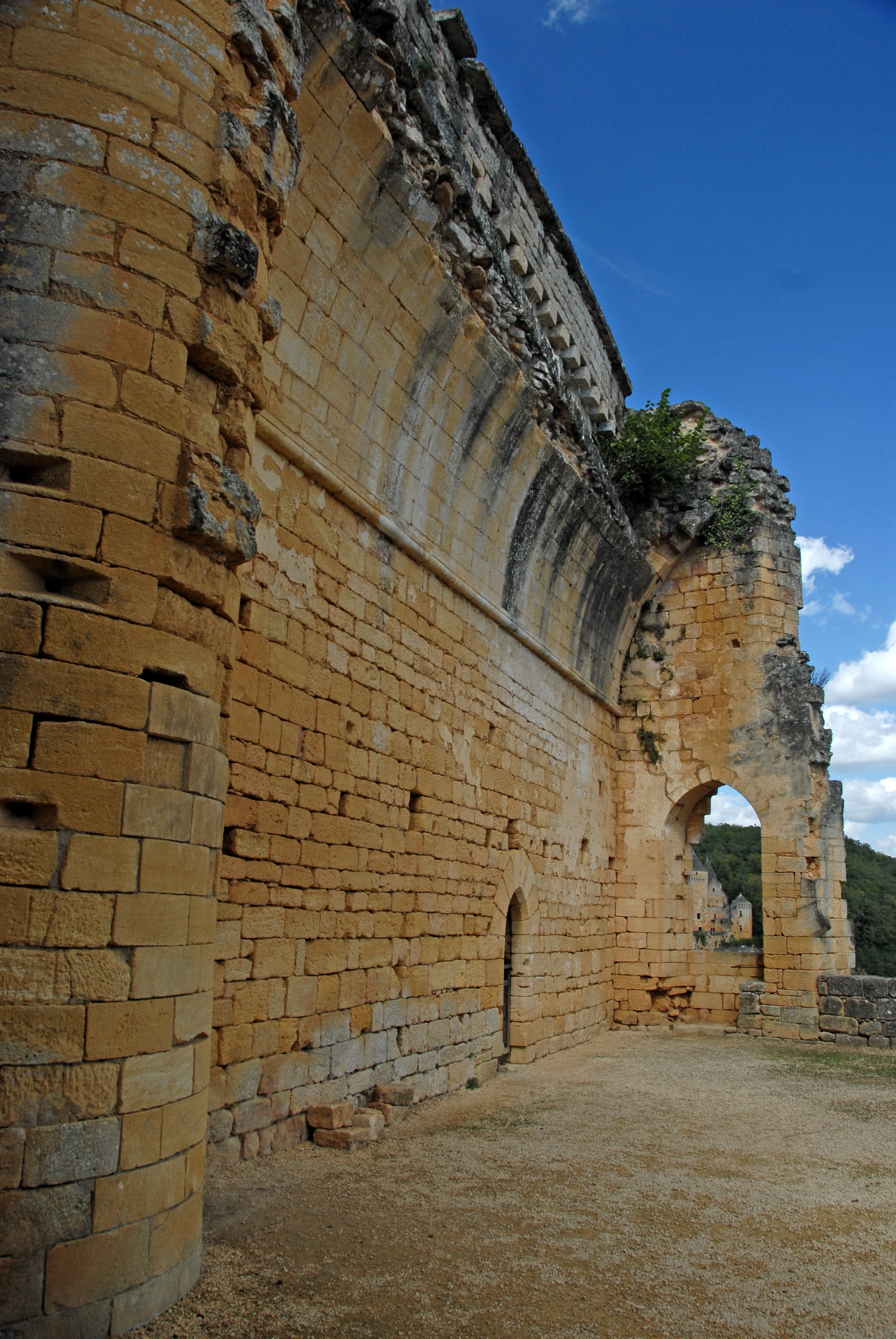
Großer Saal derer v. Beynac (Nr. 1, g)

### Erdgeschoss
Im Erdgeschoss (in Höhe des Burghofs) des Donjons wurde der größere Raum (d) nur zur Verteidigung benutzt. Die hoch liegende Wandnische weist drei Schießscharten auf. Sie verbindet ein horizontaler Schlitz, der das Sichtfeld erweitert. Auf der Wand zum Graben hin wurde die Nische aufgebrochen, um dort eine Zugbrücke zu installieren. Auf der gegenüberliegenden Seite des Grabens wurde ein Verteidigungs – Vorwerk erbaut.
In den daneben liegenden Raum des romanischen Donjons gelangt man über eine nachträglich gebrochene Tür. Ursprünglich war dieser Raum ein Vorrats – Silo, in das man nur über eine Falltür in der Gewölbedecke einsteigen konnte.

### Das Wohngebäude (f)
Aus dem fünfeckigen Treppenturm (e) des 15. Jhs. kann man das Innere des Wohngebäudes einsehen. Hier wohnten die Herrschaften in Friedenszeiten. In ihm sind die Geschossdecken zerstört, bis auf Reste der Deckenbalken. Das Erdgeschoss wurde im 12. Jahrhundert erbaut, die großen Fenster mit Natursteinkreuzen und die in jedem Geschoss die Heizkamine stammen aus dem 15. Jahrhundert Der letzte hier lebende Lehnsherr, Guy de Beynac, starb 1656.

### Der große Saal (g)

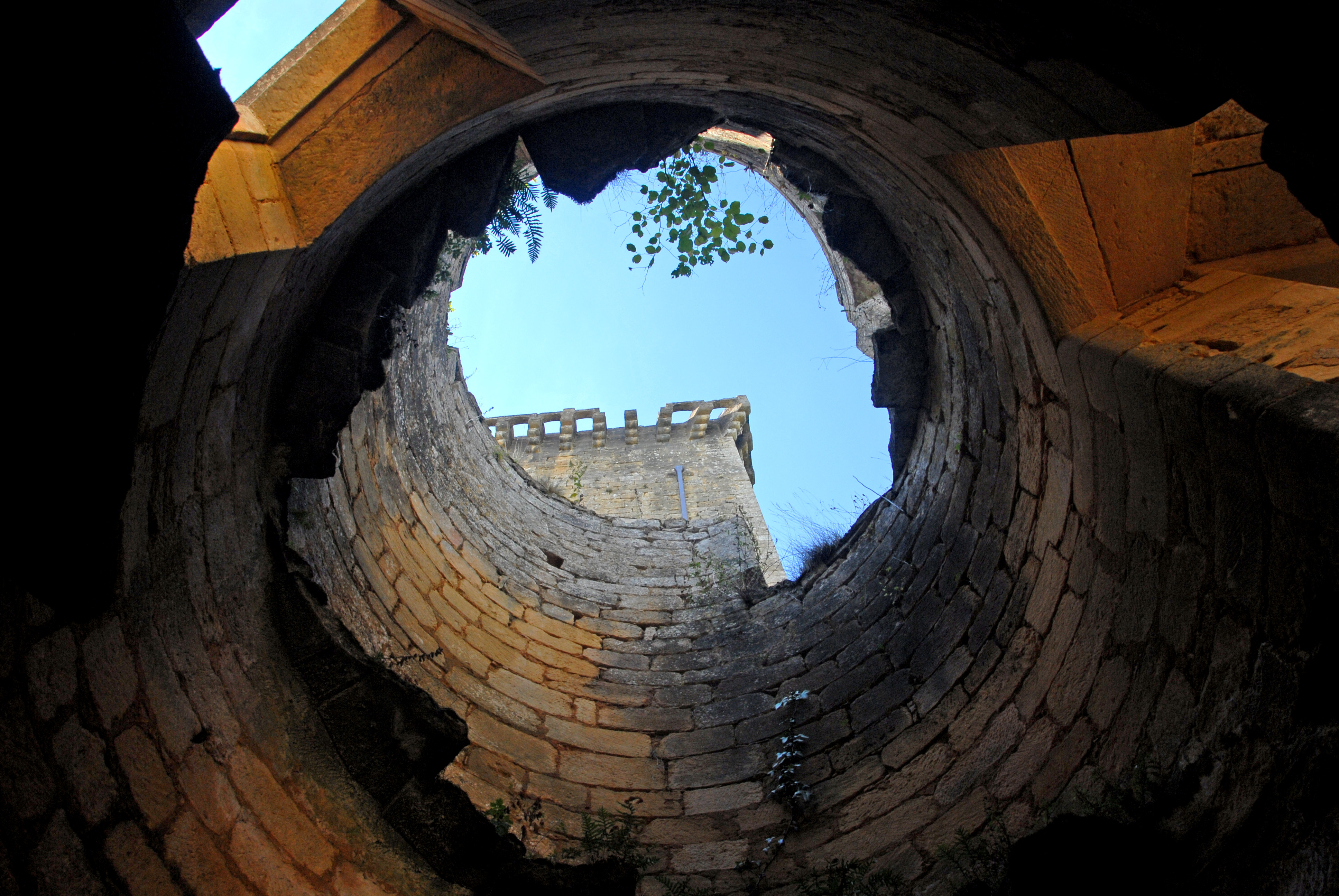
Treppenturm, nach oben

Der um 1380 erbaute große rechteckige Saal war mit einem gotischen Spitzbogengewölbe überdeckt. Er diente dem Pons de Beynac unter anderem zur Abhaltung von Gerichtsverhandlungen, zum Empfang von Abgesandten anderer Herrschaften und zur Entgegennahme des Treueeids seiner Lehnsleute. Bis heute sind die Ursachen des Einsturzes des großen Saals über 3/4 seiner Grundfläche ungeklärt geblieben.

### Die Burgeingänge und Vorwerke (9)

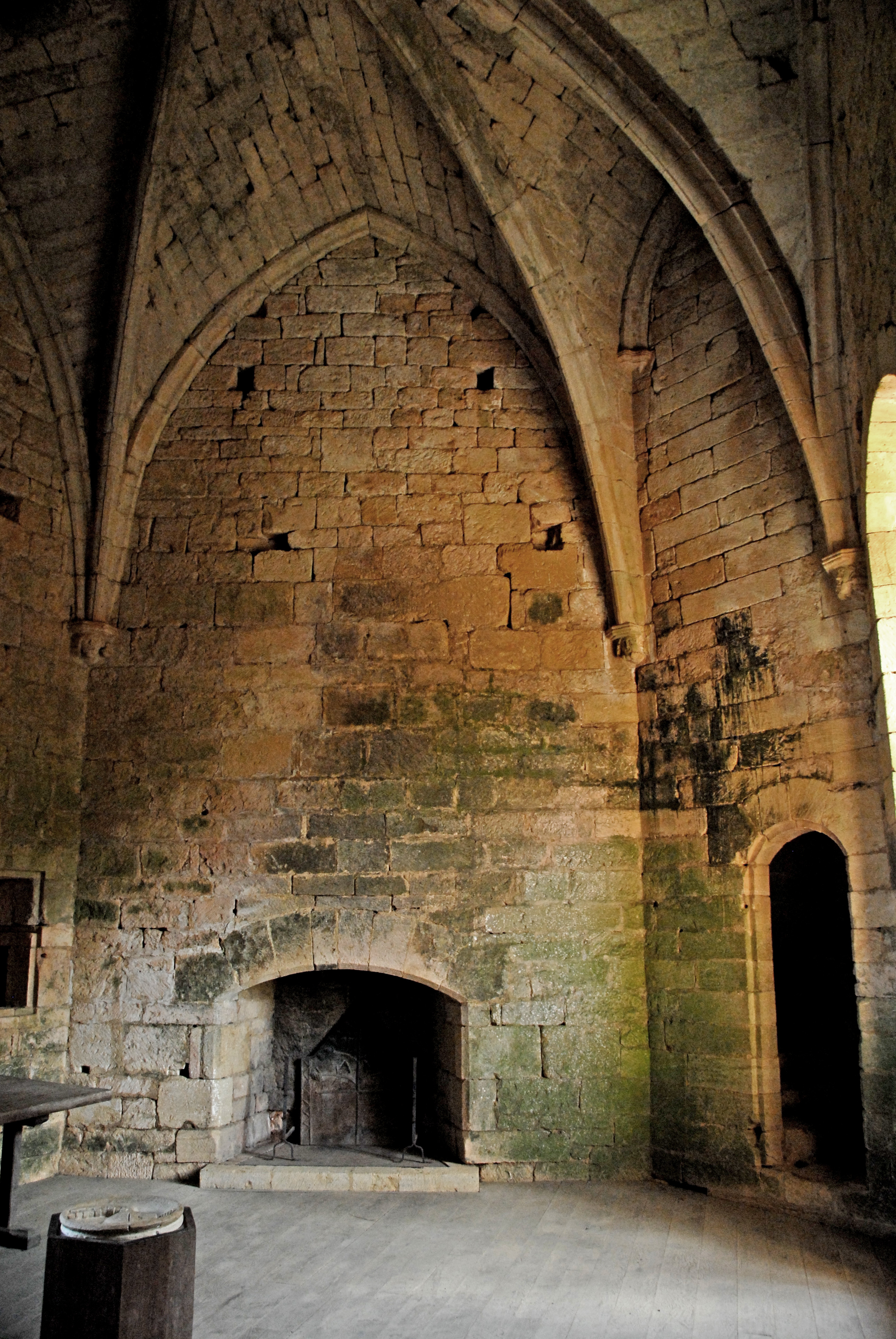
Donjon 2. OG, Gewölbezimmer

Dem ursprünglichen Haupteingang des Rittersitzes derer von Beynac gegenüber angeordnet ist ein Vorwerk, auch Barbacane genannt, das zur frühzeitigen Verteidigung des Burgeingangs dienen sollte. Es ist heute noch weitgehend verschüttet. Auf den aufgehenden Mauern muss man sich Zinnen vorstellen, hinter denen die Verteidiger Schutz fanden. Zwischen dem Vorwerk und der Eingangstür gab es eine Zugbrücke, die bei Fall des Barbacane hochgezogen werden konnte. Ähnlich war die Situation für den später gebrochenen Eingang im gotischen Donjon auf der Südwest-Seite.
Der heutige Zugang über einen Steg (a), direkt in den zentralen Burghof war ursprünglich vermauert und mit Schießscharten ausgestattet.

### Erstes Obergeschoss des gotischen Donjons
In ihm sorgt ein Doppelfenster mit Säulenteilung und seitlichen Sitzbänken in der Laibung für Tageslichteinfall. Auf dem Fensterkreuz gibt es ein Verschlusssystem für die Fensterläden, das „Colombe“ (Taube) genannt wird. Über eine Treppe erreicht man der Wehrgang.

### Zweites Obergeschoss des doppelten Donjons
Hier kommt man in einen großen Aufenthaltsraum der von einem gotischen Gewölbe mit fünf Rippen überdeckt ist, die auf skulptierten Konsolen ruhen. Auf dem Schlussstein in Gewölbemitte das Wappen des Pons II. von Beynac. Ein kleines Wappen wird durch einen Helm mit Sehschlitzen ergänzt, mit zwei seitlichen Hörnern geschmückt und einem Kreuz auf der rechten Wange. In einem Kampf war der rot-goldene Helmschmuck für die eigenen Mannen weithin sichtbar.
Ein Durchgang führt in den höchstgelegenen Raum des romanischen Turms, mit den gewaltigen Umfassungsmauern. Ein Fenster mit einem „Gitter“ aus fünf Säulen sorgt für Tageslicht, auf beiden Seiten die bekannten Fenster-„Bänke“, auf denen man in Ruhe auf einem eingeritzten Spielfeld Schach spielen kann.

### Terrasse und Wachturm
Ein Geschoss weiter aufwärts gelangt man zur Terrasse und noch weiter aufwärts zu einem darauf aufgesetzten Wachturm. Durch ihn wird die gesamte Höhe des Donjons 34 m hoch, immerhin 62 m über dem Talgrund. Von hier aus konnte man die Kirchtürme der zum Gebiet der Lehnsherrschaft der Commarque gehörender Kirchengemeinden sehen, heute durch den hohen Aufwuchs der Wälder nicht mehr.

## Die Wehrgräben (Gr)
Entlang der Umfassungsmauer auf den beiden Bergseiten des Castrums sind Verteidigungsgräben in den Felsboden geschlagen worden. Wegen der hohen senkrechten Felswände konnte auf den Seiten von Nordwest bis Nordost darauf verzichtet werden. Gräben gab es auch zwischen den einzelnen Rittersitzen. Besonders ausgeprägt ist der große Graben zwischen der Hauptburg derer von Beynac und der übrigen Siedlung. Hier kann man noch Abbaustellen von Natursteinmaterial für die Mauern der Anlagen erkennen.

## Literatur

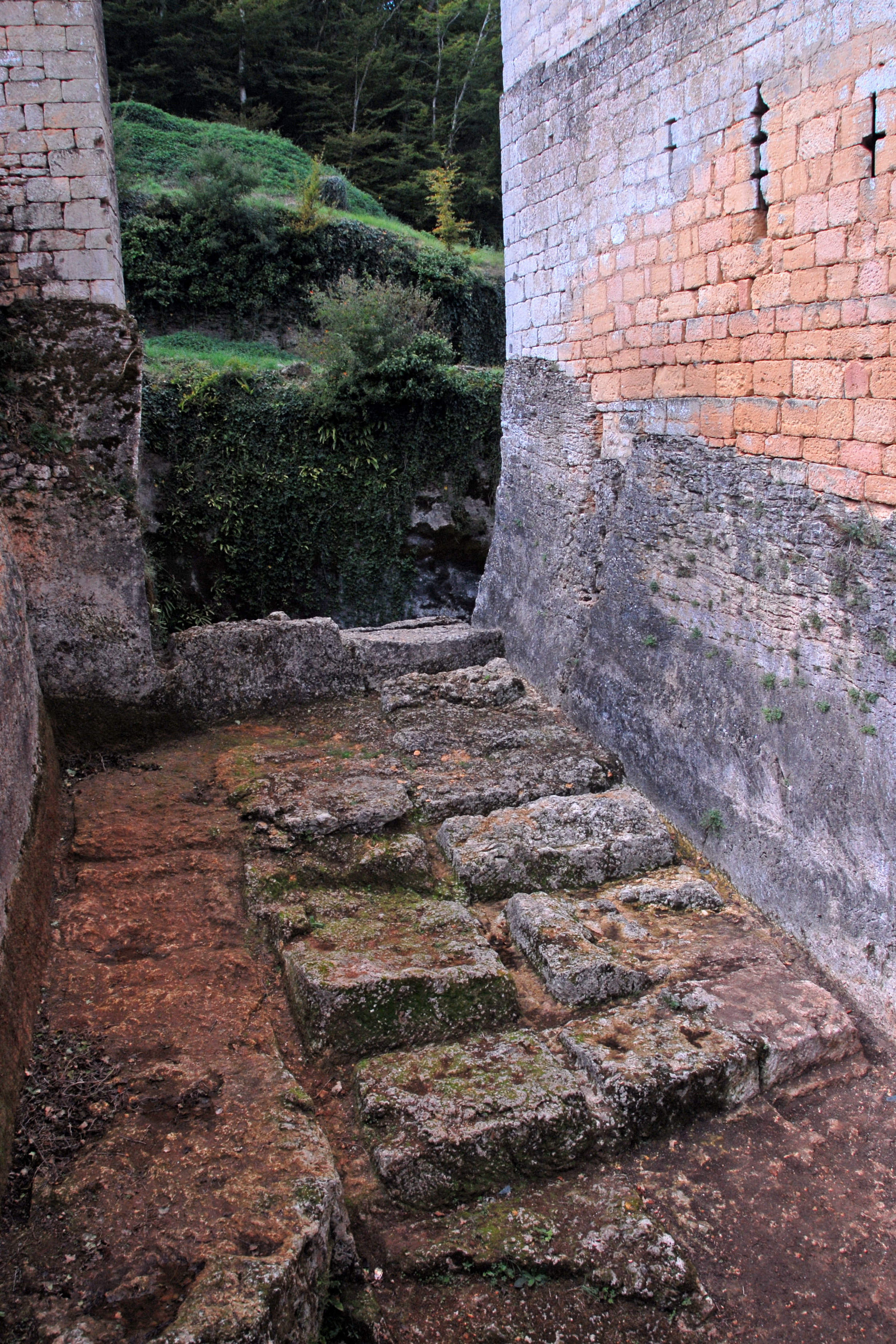
Steinbruch im Wehrgraben